# Христо Караминков (Бунито)
Христо Караминков (Бунито) е български националреволюционер. Участник в Старозагорското въстание (1875), Априлското въстание 1876) и Руско-турската война (1877 – 1878). Народен представител.

## Биография
Христо Караминков е роден през 1846 г. в Търново. От младежка възраст се включва в националреволюционните борби. Член на Търновския частен революционен комитет на Вътрешната революционна организация. Участва в Старозагорското въстание (1875). След неуспеха му емигрира в Румъния.
Член на Гюргевския революционен комитет. Връща се в България като помощник-апостол на 1-ви Търновски революционен окръг с главен апостол Стефан Стамболов. По време на Априлското въстание (1876) участва в четата на поп Харитон и Бачо Киро, като помощник-войвода и член на Военния съвет. Държи се храбро и непримиримо в битката при Дряновския манастир. Успява да оцелее след гибелта на четата.
Участва като доброволец в Руско-турската война (1877 – 1878). Оказва съдействие на руското командване чрез събиране на разузнавателни сведения. Предоставя плановете на крепостите Русе и Видин. Организира група от българи-разузнавачи. Прави неуспешен опит да взриви чрез ръчно приготвени мини османски монитор по река Дунав.
След Освобождението се завръща в родния си град. Занимава се с търговия. Избиран е за окръжен съветник и народен представител.

## Памет
На Христо Караминков е наречена улица в квартал „Люлин“ в София (Карта).